# Manucho Barros
João Hernani Rosa Barros, meglio noto come Manucho Barros (19 aprile 1986), è un calciatore angolano, attaccante dell'Interclube.